# Shankar Lakshman
Shankar Lakshman, född 7 juli 1933 i Mhow, död 29 april 2006 i Mhow, var en indisk landhockeymålvakt.
Han spelade fotboll som barn och var lagkapten för byn Kodarias lag. Efter att ha slutat skolan tog Lakshman värvning i armén, där började han spela landhockey. 1955 fick han spela för arméns lag i de nationella mästerskapen.
Lakshman blev nästan direkt uttagen i landslaget och blev olympisk guldmedaljör i landhockey vid sommarspelen 1956 i Melbourne. Han var också med i laget som tog silver i de första asiatiska spelen i Tokyo 1958.
Vid den olympiska turneringen i Rom 1960 tog Lakshman en silvermedalj efter finalförlust mot Pakistan. Även i asiatiska spelen 1962 vann Pakistan finalen och det blev ytterligare en silvermedalj.
Lakshman spelade mycket bra vid olympiska sommarspelen 1964 i Tokyo, där Indien slog Pakistan med 1 - 0 i finalen. Han blev för sin insats belönad med Arjuna Award 1965. Året därpå blev han som förste målvakt lagkapten för ett landslag i landhockey. Lakshman ledde sitt lag till ett guld i asiatiska spelen 1966 i Bangkok. Han tilldelades 1967 Padma Shri-utmärkelsen av Indiens president för sina idrottsliga prestationer.
Efter att inte ha blivit uttagen till truppen vid olympiska sommarspelen 1968 slutade Lakshman med landhockeyn. Han pensionerade sig från armén 1979 som hederskapten för Maratha Light Infantry.